# Trần Văn Nen
Trần Văn Nen (* 6. August 1927) ist ein ehemaliger südvietnamesischer Radrennfahrer und nationaler Meister im Radsport.

## Sportliche Laufbahn
Trần Văn Nen  war im Straßenradsport und im Bahnradsport aktiv. Er war Teilnehmer der Olympischen Sommerspiele 1964 in Tokio. Im olympischen olympischen Straßenrennen kam er auf den 90. Platz. Im Mannschaftszeitfahren wurde sein Team mit Huỳnh Anh, Nguyễn Văn Khoi, Nguyễn Văn Ngan und Trần Văn Nen 31. des Wettbewerbs. Im 1000-Meter-Zeitfahren wurde er beim Sieg von Patrick Sercu als 25. klassiert. In der Einerverfolgung war er in der Qualifikation ausgeschieden.
Bei den Asienspielen 1958 gewann er jeweils dei Bronzemedaille im Mannschaftszeitfahren und im Zeitfahren auf der Bahn.
1952 und 1953 gewann er die nationale Meisterschaft im Straßenrennen.

## Berufliches
Trần Văn Nen arbeitete in den 1970er Jahren als Hotelportier in Saigon.